# Moj svijet

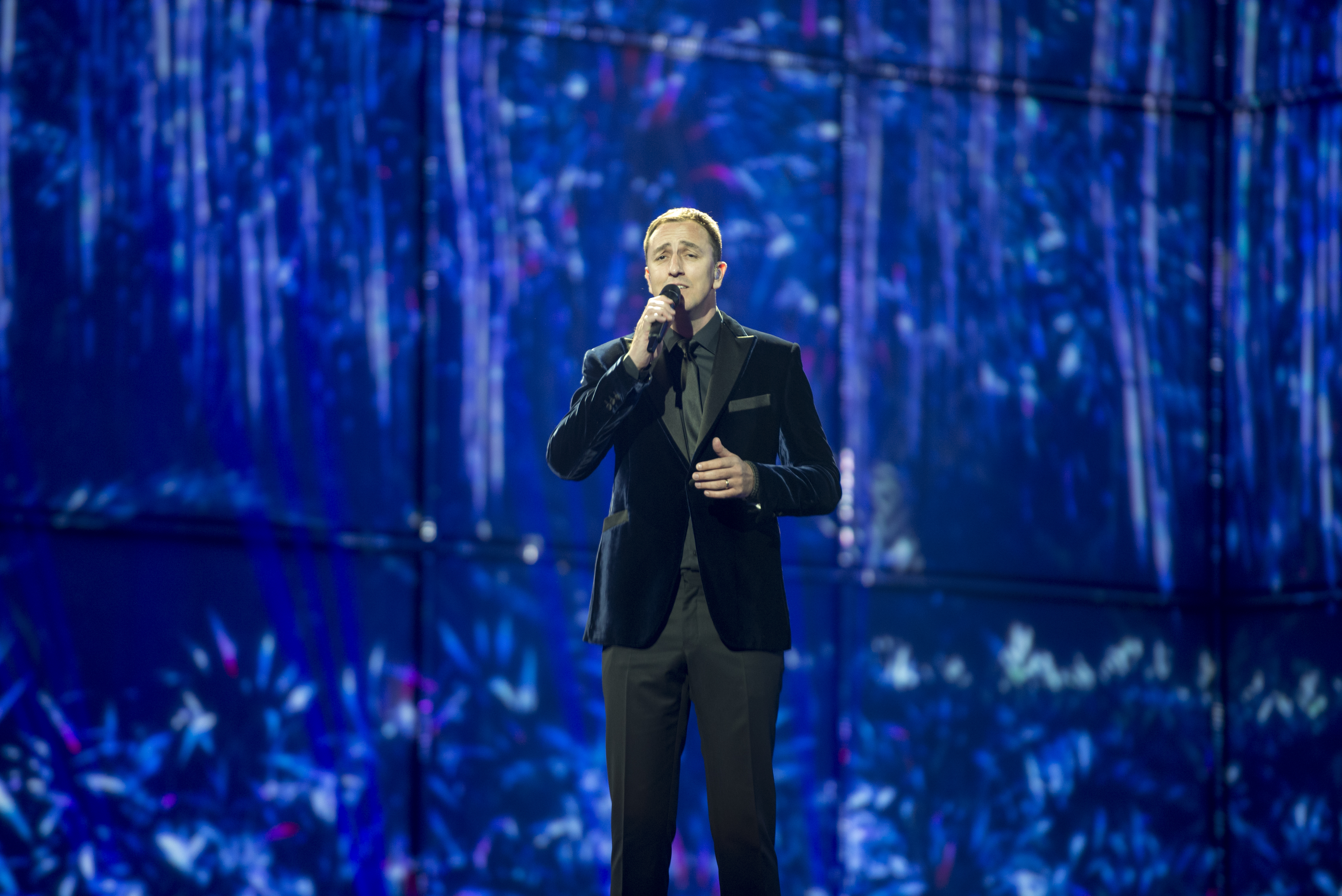
Сергей Четкович, Черногория виконує пісню "Moj svijet" під час першої репетиції в костюмах перед першим напівфіналом на Пісенний конкурс Євробачення 2014.

«Moj svijet» (укр. «Мій світ») — пісня чорногорського співака Сергея Четковича, з якою він представляв Чорногорію на пісенному конкурсі Євробачення 2014 у Копенгагені, Данія. У фіналі конкурсу пісня набрала 37 балів і посіла 19 місце.